# Exo
Exo (hangul: 엑소), i marknadsföringssyfte skrivet EXO, är ett sydkoreanskt och kinesiskt pojkband från Sydkorea bildat 2012 av SM Entertainment. Gruppen består av de nio medlemmarna Xiumin, Suho, Lay, Baekhyun, Chen, Chanyeol, Kai, Sehun, och D.O.